# Solanum kagehense
Solanum kagehense är en potatisväxtart som beskrevs av Carl Lebrecht Udo Dammer. Solanum kagehense ingår i släktet skattor som ingår i familjen potatisväxter. Inga underarter finns listade i Catalogue of Life.